# Kai Ko
Kai Ko est un acteur taïwanais, né le 18 juin 1991 à Penghu.

## Biographie
Kai Ko commence sa carrière à l'âge de 20 ans.
En 2014, il est arrêté par la police de Pékin pour achat de drogue en compagnie de Jaycee Chan. L'affaire fait scandale du fait qu'il avait posé en 2012 pour une campagne anti-drogue à Taïwan,.

## Filmographie partielle
- 2011 : You Are the Apple of My Eye (Na xie nian, wo men yi qi zhui de nv hai) de Giddens Ko
- 2012 : When a Wolf Falls in Love with a Sheep (Nan fang xiao yang mu chang) de Hou Chi-jan
- 2013 : Tiny Times (Xiao shi dai) de Guo Jingming
- 2013 : Tiny Times 2 (Xiao shi dai 2: Qing mu shi dai) de Guo Jingming
- 2014 : Tiny Times 3 (Xiao shi dai 3: Ci jin shi dai) de Guo Jingming
- 2015 : Tiny Times 4 (Xiao shi dai 4: Ling hun jin tou) de Guo Jingming
- 2016 : Adieu Mandalay (The Road to Mandalay) de Midi Z
- 2021 : Moneyboys (尋找) de C.B. Yi : Fei
- 2021 : Till We Meet Again de Giddens Ko
- 2023 : Miss Shampoo de Giddens Ko : Long Legs